# Landtagswahl in Kärnten 1994
- SPÖ: 14
- ÖVP: 9
- FPÖ: 13

Die Landtagswahl in Kärnten 1994 fand am 13. März 1994 statt. Dabei verlor die Sozialistische Partei Österreichs (SPÖ) erneut stark und musste drei Mandate abgeben. Stark gewinnen konnte hingegen die Freiheitliche Partei Österreichs (FPÖ), die ihre Stimmanteile zum dritten Mal in Folge ausbauen konnte und zwei Mandate hinzugewann. Nach den starken Verlusten konnte sich die Österreichische Volkspartei (ÖVP) 1994 stabilisieren und gewann wieder ein Mandat hinzu. Neben den bereits im Landtag etablierten Parteien kandidierten auch das Liberale Forum (LIF), die Vereinten Grünen Österreichs (VGÖ), die Enotna Lista (EL) und Die Beste Partei (DBP), die jedoch alle den Einzug in den Landtag verfehlten.
1994 waren 417.620 Menschen bei der Landtagswahl stimmberechtigt, wobei dies eine Steigerung der Wahlberechtigten um 15.861 Personen bedeutete.

## Gesamtergebnis
|                                                    | Ergebnisse 1994  | Ergebnisse 1994  | Ergebnisse 1994  | Ergebnisse 1989  | Ergebnisse 1989  | Ergebnisse 1989  | Differenzen | Differenzen | Differenzen |  |
| -------------------------------------------------- | ---------------- | ---------------- | ---------------- | ---------------- | ---------------- | ---------------- | ----------- | ----------- | ----------- |  |
|                                                    | Stimmen          | %                | Mand.            | Stimmen          | %                | Mand.            | Stimmen     | %           | Mand.       |  |
| Abgegebene Stimmen                                 | 356.311          |                  | 36               | 361.913          |                  | 36               | - 5.602     |             |             |  |
| Ungültig                                           | 6.414            | 1,80 %           |                  | 9.047            | 2,50 %           |                  | - 2.633     | - 0,70 %    |             |  |
| Gültig                                             | 349.897          | 98,20 %          |                  | 352.866          | 97,50 %          |                  | - 2.969     | + 0,70 %    |             |  |
| Partei                                             |                  |                  |                  |                  |                  |                  |             |             |             |  |
| Sozialdemokratische Partei Österreichs (SPÖ)       | 130.768          | 37,37 %          | 14               | 162.147          | 45,95 %          | 17               | - 31.379    | - 8,58 %    | - 3         |  |
| Österreichische Volkspartei (ÖVP)                  | 83.224           | 23,79 %          | 9                | 74.054           | 20,99 %          | 8                | + 9.170     | + 2,80 %    | + 1         |  |
| Freiheitliche Partei Österreichs (FPÖ)             | 116.419          | 33,27 %          | 13               | 102.322          | 29,00 %          | 11               | + 14.097    | + 4,27 %    | + 2         |  |
| Liberales Forum (LIF)                              | 8.961            | 2,56 %           | 0                | nicht kandidiert | nicht kandidiert | nicht kandidiert | + 8.961     | + 2,56 %    | ± 0         |  |
| Die Grüne Alternative – Grüne im Parlament (GRÜNE) | 5.554            | 1,59 %           | 0                | nicht kandidiert | nicht kandidiert | nicht kandidiert | + 5.554     | + 1,59 %    | ± 0         |  |
| Einheitsliste – Enotna Lista (EL)                  | 3.327            | 0,95 %           | 0                | nicht kandidiert | nicht kandidiert | nicht kandidiert | + 3.327     | + 0,95 %    | ± 0         |  |
| Vereinte Grüne Österreichs (VGÖ)                   | 1.236            | 0,35 %           | 0                | 5.601            | 1,59 %           | 0                | - 4.365     | - 1,24 %    | ± 0         |  |
| Die Beste Partei (DBP)                             | 408              | 0,12 %           | 0                | nicht kandidiert | nicht kandidiert | nicht kandidiert | + 408       | + 0,12 %    | ± 0         |  |
| Anderes Kärnten (GAL)                              | nicht kandidiert | nicht kandidiert | nicht kandidiert | 5.976            | 1,69 %           | 0                | – 5.976     | – 1,69 %    | ± 0         |  |
| Kommunistische Partei Österreichs (KPÖ)            | nicht kandidiert | nicht kandidiert | nicht kandidiert | 2.155            | 0,61 %           | 0                | – 2.155     | – 0,61 %    | ± 0         |  |
| Liste Parteifreier Kärntner (LPK)                  | nicht kandidiert | nicht kandidiert | nicht kandidiert | 611              | 0,17 %           | 0                | – 611       | – 0,17 %    | ± 0         |  |
| Gesamt                                             | 349.897          | 100,00 %         | 36               | 352.866          | 100,00 %         | 36               | - 2.987     |             |             |  |

## Folgen
Nach der Wahl einigten sich FPÖ und ÖVP zunächst auf eine Zusammenarbeit und auf die erneute Wahl von Christof Zernatto zum Landeshauptmann. Nach Kritik u. a. aus der Bundesebene am ausgehandelten blau-schwarzen Bündnis kam es schließlich doch zu einer Zusammenarbeit zwischen SPÖ und ÖVP mit Zernatto als Landeshauptmann.